# Bojan Marković
Bojan Marković (Zenica, 12 novembre 1985) è un ex calciatore bosniaco, di ruolo difensore.

## Carriera
Il 25 gennaio 2017 viene acquistato dalla squadra albanese del Teuta.